# Oxalbernsteinsäure
Oxalbernsteinsäure ist der Trivialname einer organischen Tricarbonsäure, bzw. einer β-Ketocarbonsäure. Sie wurde 1948 gleichzeitig von den Biochemikern Severo Ochoa und Feodor Lynen entdeckt. Die freie Säure ist instabil und zerfällt zur Ketoverbindung, stabil sind dagegen ihre Salze, die Oxalsuccinate (auch Oxalosuccinate).

## Eigenschaften
Oxalbernsteinsäure bildet farblose, prismenförmige Kristalle, die bei 80,5 °C schmelzen. In der Schmelze erfolgt eine Zersetzung unter Abgabe von Kohlendioxid mit der Bildung von α-Ketoglutarsäure  als Reaktionsprodukt. Für Verbindung kann ein Keto-Enol-Gleichgewicht formuliert werden. Während im Feststoff ausschließlich die Ketoform vorliegt, können in Lösungen in organischen Lösungsmitteln wie Ethylacetat oder Diethylether bis zu 25 % der Substanz in der Enolform vorliegen.

## Vorkommen
Die Oxalbernsteinsäure (beziehungsweise ihre Salze) ist ein Zwischenprodukt im Kohlenhydrat-Stoffwechsel sauerstoffverbrauchender Lebewesen. Bei dieser Stoffwechselfolge, dem Citratzyklus entsteht sie durch Oxidation aus Isocitronensäure. Durch Decarboxylierung wird sie in α-Ketoglutarsäure umgewandelt. Beide Schritte erfolgen, ohne dass sich das Substrat vom Enzym, der Isocitrat-Dehydrogenase, trennt. Dies (und damit auch die Entstehung von Oxalbernsteinsäure) wurde schon 1937 von Carl Martins postuliert.